# 帕拉佐-阿德里亚诺
帕拉佐-阿德里亚诺（義大利語：Palazzo Adriano），是意大利西西里大区巴勒莫广域市的一个市镇。总面积129.25平方公里，人口2297人，人口密度17.8人/平方公里（2009年）。ISTAT代码为082052。